# شرب البول
شرب البول هو استهلاك البول. تم استخدام البول في العديد من الثقافات القديمة لأغراض صحية وعلاجية وتجميلية مختلفة. لا يزال شرب البول يمارس اليوم، على الرغم من عدم وجود فائدة صحية لذلك. في الحالات القصوى، يشرب الناس البول إذا لم يكن هناك سائل صالح للشرب، على الرغم من أن مصادر موثوقة عديدة بما في ذلك الدليل الميداني للجيش الأمريكي تنصح بعدم ذلك. يتم استهلاك البول أيضًا كنشاط جنسي.

## أسباب شرب البول

### كتقنية بقاء الطوارئ
أدلة البقاء مثل الدليل الميداني للجيش الأمريكي، دليل بقاء ساس، وغيرها ينصح بشكل عام بعدم شرب البول من أجل البقاء. تنص هذه الأدلة على أن شرب البول يميل إلى التفاقم بدلاً من تخفيف الجفاف بسبب الأملاح الموجودة فيه، وأنه لا ينبغي استهلاك البول في حالة البقاء على قيد الحياة، حتى عندما لا يتوفر أي سائل آخر. في حين أن بعض الأشخاص الذين يعانون من ضائقة شديدة يشربون البول، سواء كان ذلك في الواقع ساعد أو أعاق وضعهم غير واضح.
في إحدى الحوادث، شرب أرون رالستون البول عندما حوصر لعدة أيام مع وضع ذراعه تحت صخرة. في البرنامج التلفزيوني شرب بير جريلز البول وشجع الآخرين على القيام بذلك في عدة حلقات في برامجه التلفزيونية.

### طب شعبي
في الثقافات المختلفة، توجد تطبيقات الطب البديل للبول من البشر، أو الحيوانات مثل الجمال أو الماشية، للأغراض الطبية أو التجميلية، بما في ذلك شرب البول، ولكن لا يوجد دليل يدعم استخدامها.

### ممارسة جنسية
يتم إثارة بعض الأشخاص جنسيًا عن طريق البول، والذي يمكن أن يشمل شرب بولهم أو بول شخص آخر.

## تحذيرات صحية
منظمة الصحة العالمية تحذر من أن شرب البول يحمل مخاطر صحية.

## روابط خارجية
- Urine Therapy explained by Boulder resident Brother Sage